# Дламини, Вусье
Вусье Томас Дламини (англ. Vusie Thomas Dlamini; род. 23 июля 1958) — свазилендский легкоатлет, выступавший в беге на средние дистанции и марафонском беге. Участник летних Олимпийских игр 1984 и 1988 годов.

## Биография
Вусье Дламини родился 23 июля 1958 года.
В 1984 году вошёл в состав сборной Свазиленда на летних Олимпийских играх в Лос-Анджелесе. В беге на 800 метров был дисквалифицирован в забеге 1/8 финала.
В 1987 году занял 116-е место в Кубке мира по марафону в Сеуле с результатом 2 часа 30 минут 39 секунд.
В 1988 году вошёл в состав сборной Свазиленда на летних Олимпийских играх в Сеуле. В марафоне занял 58-е место, показав результат 2:28.06 и уступив 17 минут 34 секунды завоевавшему золото Джелиндо Бордину из Италии.
В 1990 году занял 21-е место в марафоне на Играх Содружества в Окленде (2:27.55).

## Личные рекорды
- Бег на 800 метров — 1.57,96 (1984)[4]
- Марафон — 2:18.02 (1992)[4]